# Luke White
Pour les articles homonymes, voir White.
Luke White, 2e baron Annaly KP (26 septembre 1829 - 16 mars 1888) est un homme politique libéral anglo-irlandais.

## Biographie

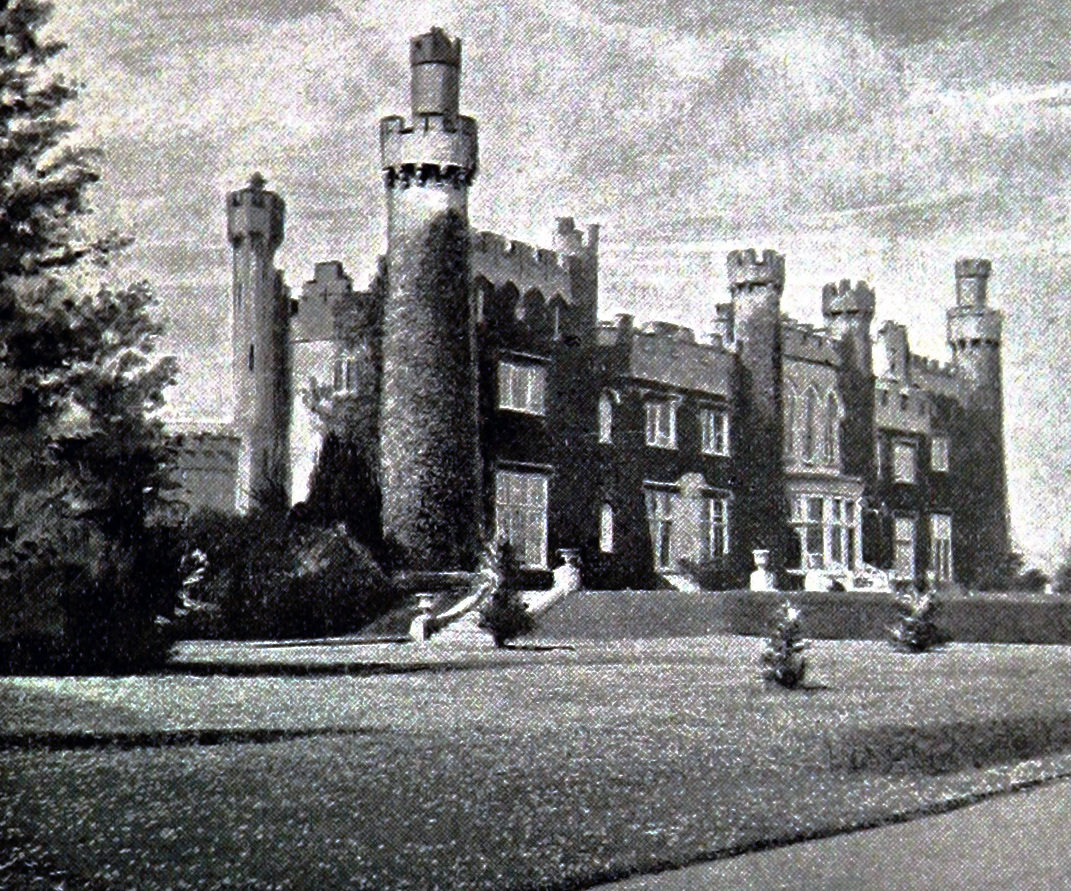
Château de Luttrellstown

Annaly est le fils d'Henry White (1er baron Annaly) (en), et de sa femme Ellen Dempster, et fait ses études au Collège d'Eton. Il sert dans l'armée britannique et atteint le grade de capitaine dans le 13th Light Dragoons et de lieutenant-colonel dans les Longford Rifles. En 1859, il est élu au Parlement pour le comté de Clare, mais destitué par pétition l'année suivante, puis représente le comté de Longford de 1861 à 1862 et Kidderminster de 1862 à 1865. Annaly sert dans l'administration libérale de Lord Palmerston comme lord junior du Trésor entre 1862 et 1866. De 1868 à 1873, il est intendant d'État du Lord-lieutenant d'Irlande le comte Spencer. Il occupe également les postes honorifiques de shérif du comté de Dublin en 1861 et du comté de Longford en 1871 et Lord-lieutenant de Longford de 1873 à 1874. En 1885, il est fait Chevalier de l'Ordre de Saint-Patrick.
Lord Annaly meurt en mars 1888, à l'âge de 58 ans, et est remplacé dans la baronnie par son fils aîné Luke. Lady Annaly est décédée en 1915.

## Famille
Lord Annaly épouse Emily, fille de James Stuart, en 1853. Leur maison anglaise est à Titness Park près de Cheapside à Sunninghill, Berkshire. Ils ont cinq fils et trois filles. Tous ses fils ont une carrière militaire, son troisième fils Robert atteint notamment le grade de général de brigade dans la 184e brigade d'infanterie.
Sa fille Violet épouse le major Lord Percy St. Maur (dans les générations précédentes également orthographié Seymour), deuxième fils d'Algernon St Maur (14e duc de Somerset).